# Rue Hippolyte-Maindron
La rue Hippolyte-Maindron est une voie du 14e arrondissement de Paris, en France. 

## Situation et accès
La rue Hippolyte-Maindron est une voie publique située dans le 14e arrondissement de Paris. Elle débute au 53, rue Maurice-Ripoche et se termine au 130, rue d'Alésia.

## Origine du nom
Elle porte le nom du sculpteur français Hippolyte Maindron (1801-1884), un des premiers sculpteurs romantiques.

## Historique
Cette voie est ouverte en 1863, entre les rues Maurice-Ripoche et du Moulin-Vert sous le nom de « rue Sainte-Eugénie », qui était le prénom de la propriétaire, Mme Couesnon.
En 1875, elle est prolongée entre les rues du Moulin-Vert et d'Alésia et prend sa dénomination actuelle par arrêté du 11 mai 1904.

## Bâtiments remarquables et lieux de mémoire
- No 13 : immeuble construit par Henri Sauvage et Charles Sarazin en 1905 avec un oriel en plan triangulaire[2].
- No 29 : le résistant FTP-MOI Joseph Epstein y vécut[3].
- No 46 : atelier du peintre Jean Fautrier de 1923 à 1926. Atelier des frères Alberto et Diego Giacometti[4] de décembre 1926 à 1966[5]. Une plaque commémorative rappelle d'ailleurs la présence des artistes au no 46 de ladite rue.
- No 48 : école maternelle et élémentaire publique Hippolyte-Maindron.

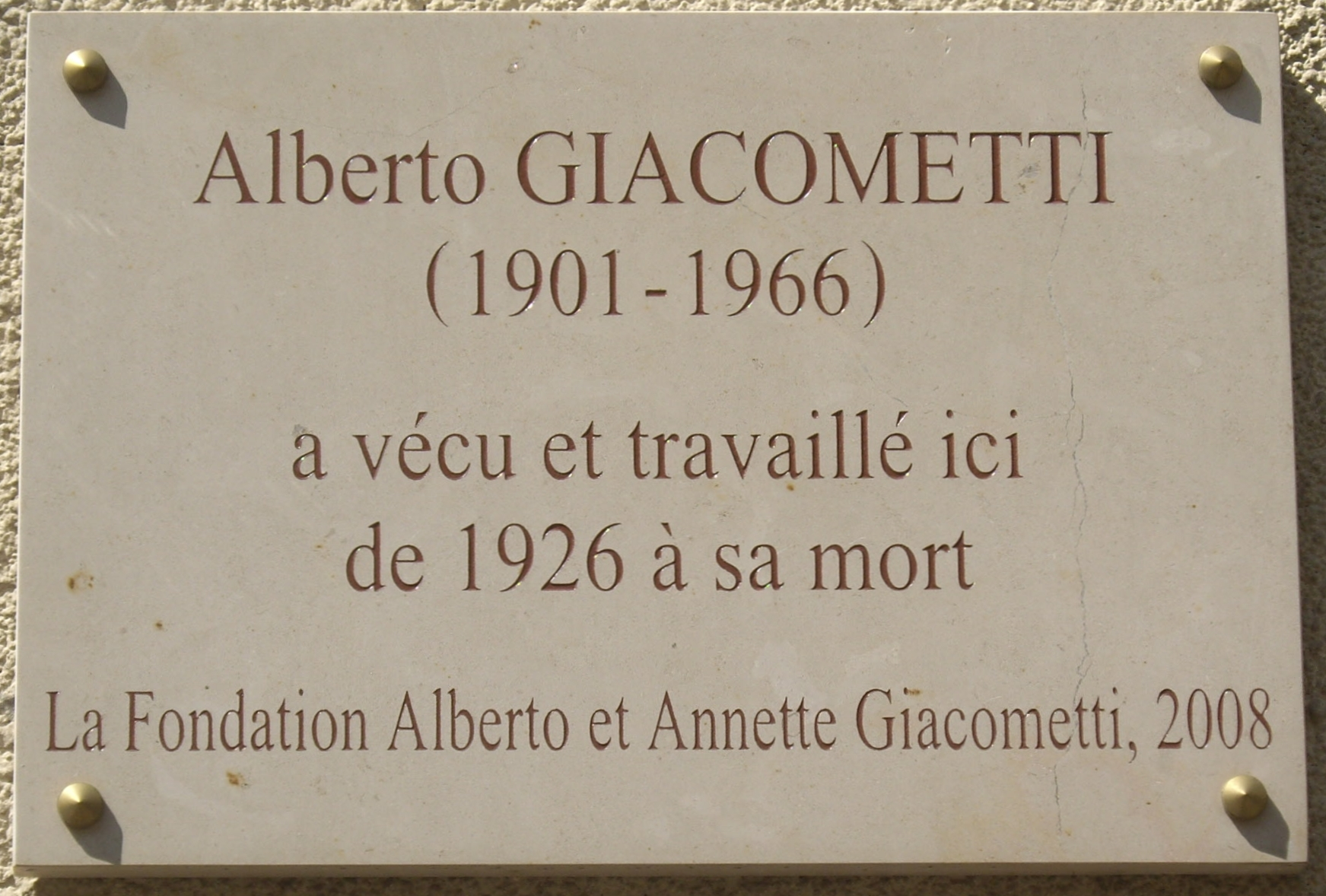
Plaque Alberto et Diego Giacometti.